# Conan (gestionnaire de paquets C/C++)
Pour les articles homonymes, voir Conan.
Conan est un gestionnaire de paquets C/C++ développé par JFrog.
Il se présente sous la forme d’un utilitaire en ligne de commande (conan) développé en Python publié sous licence libre MIT.
Les paquets peuvent être publiés sur le ConanCenter ou sur une instance d’Artifactory.

## Histoire
Le 17 novembre 2016, la société Jfrog a acheté Conan pour un montant non divulgué.
Le 24 janvier 2018, la version 1.0 est sortie.
Le 22 février 2023, Conan version 2.0 est sortie,,.

## Systèmes de build
- CMake
- Meson